# Perro feroz
Perro feroz (en francés: Chien de la casse) es una película de comedia dramática sobre la mayoría de edad de 2023 escrita y dirigida por Jean-Baptiste Durand en su debut como director. La película está protagonizada por Anthony Bajon, Raphaël Quenard y Galatéa Bellugi. 
Recibió siete nominaciones a los Premios César 2024.

## Sinopsis
Dog y Mirales, amigos de la infancia, viven en un pueblecito del sur de Francia y se pasan el día vagando por las calles. Para matar el tiempo, Mirales tiene la costumbre de burlarse de Dog sin piedad. Su amistad se pondrá a prueba cuando Perro conozca a Elsa y florezca el romance. Consumido por los celos, Mirales tendrá que romper con su pasado para crecer y encontrar su lugar.

## Reparto
- Anthony Bajon como Dog
- Raphaël Quenard como Mirales
- Galatéa Bellugi como Elsa
- Dominique Reymond como Christiane
- Bernard Blancan como Bernard
- Nathan Le Graciet como Paco
- Kader Bouallaga como Ali
- Mike Reilles como Dimitri
- Mélanie Martinez como Charlotte
- Mathieu Amilien como Enzo
- Evelina Pitti como Madame Dufour
- Marysole Fertard como Sonia

## Recepción
Perro feroz recibió una calificación promedio de 3,7 sobre 5 estrellas en el sitio web francés AlloCiné, basada en 22 reseñas.